# 確信
| ウィキペディアには「確信」という見出しの百科事典記事はありません（タイトルに「確信」を含むページの一覧/「確信」で始まるページの一覧）。 代わりにウィクショナリーのページ「確信」が役に立つかもしれません。 |